# Oasi di Orie Terme

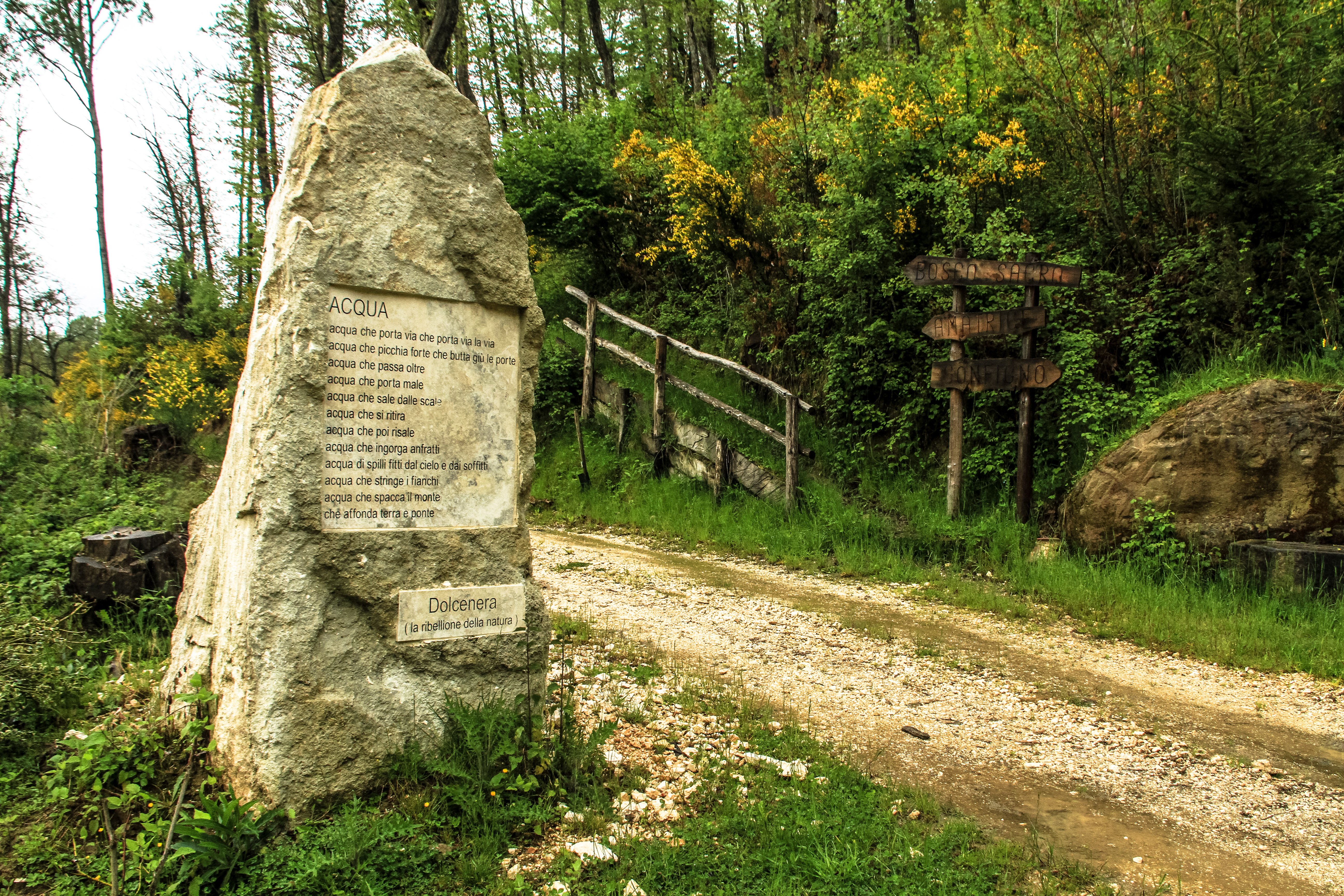
Dolcenera: stele in marmo posta in un punto di convoglio delle acque, con parole liberamente riprese dall'omonima canzone di De Andrè

L'oasi di Orie Terme è un parco naturalistico del comune di Amatrice, sito al km 35+500 della Strada statale 260 Picente nei pressi della frazione di Configno, nato dall'idea di accostare i testi biblici della Passione di Cristo agli scritti poetici di Fabrizio De André,  in particolare l'album La buona novella del 1970.
A decorrere dal 2015 l'ideatore ha recepito tutti i dettami della lettera enciclica "Laudato si" di Papa Francesco, tanto da erigere stele con incisi i principi suggeriti dal Santo Padre.
Il parco "è un omaggio alla Terra e alla natura per promuovere l'educazione e la cultura del rispetto dell'ambiente"

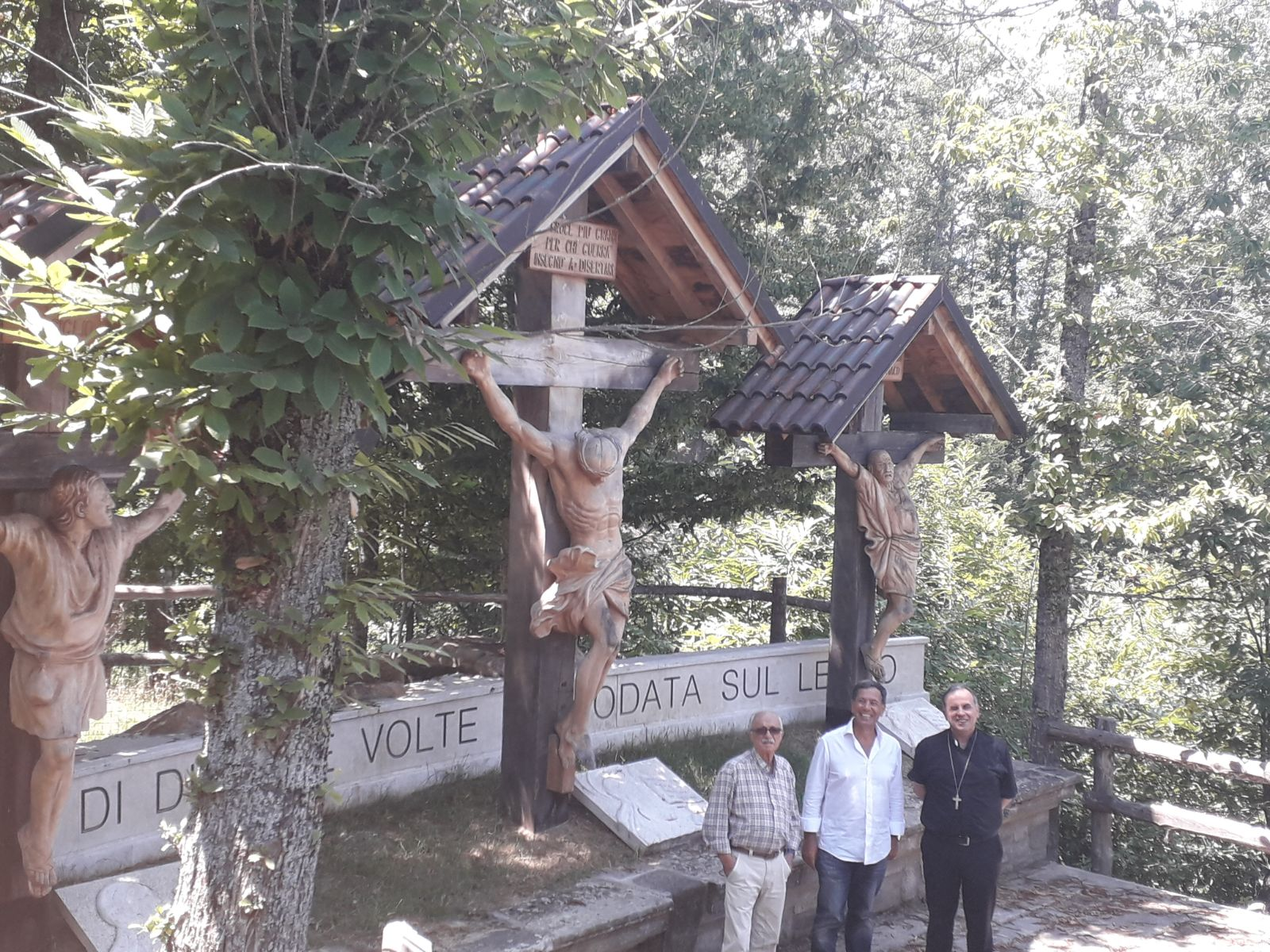
Il Calvario delle Orie.

L'oasi, interamente recintata, di proprietà della famiglia Betturri fin dal 1610 ha un'ampiezza complessiva di 18 ettari e rappresenta un'entità ecologica finalizzata a favorire l'accostamento dell'uomo alla natura e all'ambiente.
Il parco è aperto al pubblico gratuitamente a richiesta.
I visitatori percorrono un sentiero, lungo circa 3 chilometri, che si snoda attraverso boschi di castagni e querce secolari fino a terminare a valle in un ampio spazio prativo con un piccolo specchio d'acqua e un ruscello, immissario del lago Scandarello, in cui dimorano esemplari di Austropotamobius pallipes e vi si riproducono spontaneamente alcuni esemplari di Triturus cristatus, anfibio caudato raro in queste zone.
La zona orientale dell'Oasi è occupata da una secolare foresta formata da castagni, faggi e querce, denominata Bosco Sacro.
All'interno di questo esiste una vecchia ricciera e un castagno millenario con una circonferenza alla base del tronco di circa 9 metri.
Lungo il percorso sono state collocate diverse opere marmoree dedicate alla natura, che riportano versi liberamente tratti da cantici antichi come il Cantico delle creature di San Francesco d'Assisi, o testi moderni come Dolcenera, canzone di De Andrè dell'album Anime salve, e anche opere in legno realizzate da artisti del luogo come il Cristo del Castagno e un calvario, ispirato dal testo della canzone La buona novella, realizzato dallo scultore romano Milos Ippoliti.
Il Calvario delle Orie, posto sul piazzale denominato delle "tre Madri", si raggiunge attraverso una ripida scalinata in pietra costituita dal oltre 140 gradini, rappresenta la scena del Golgota, con Gesù e i due ladroni crocefissi, ai cui piedi, secondo i testi di De Andrè, ricavati dai Vangeli apocrifi,  trovano posto le rispettive madri. Vicino ad ogni croce una targa riporta i versi del cantautore genovese ripresi dalla canzone “Maria nella bottega del falegname” sulla condizione di ciascun condannato. Al centro c’è Cristo, addormentato nel sonno che, secondo le Scritture, lo restituirà alla vita. Alla sinistra e alla destra le due vie dell’uomo: il Buon Ladrone, Tito, convertito al Regno dei Cieli e il Cattivo Ladrone, Dimaco, con linee e superfici grezze, colto da rabbia per la rinuncia alla salvezza. Tale componimento architettonico è stato benedetto il 29 luglio 2018 da mons. Domenico Pompili, vescovo di Rieti.
In seguito, lo stesso Vescovo di Rieti ha incaricato il progettista del parco Pier Luigi Betturri i costituire la Comunità "Laudato Sì" di Amatrice, chiamandola "Oasi Orie Terme" proprio perché nello specifico sarà dato risalto al suo patrimonio naturalistico con un focus sulla fauna e la flora del parco stesso.
L'opera sacra, prima di essere collocato in loco è stato esposto in Roma, nell'anno 2016, presso la Chiesa Rettoria di San Francesco Saverio, a Sant'Ignazio di Loyola e presso la Basilica di San Crisogono.
Nel parco dimorano stabilmente colonie di daini e cervi, oltre ad altra fauna locale come ricci, volpi, istrici e scoiattoli e varie specie di uccelli, in particolare la ghiandaia, l'upupa, il falco, l'airone cenerino e i germani reali presso gli specchi d'acqua.
L'Oasi delle Orie è stata più volte oggetto di riprese televisive in servizi giornalistici Rai.

## Galleria d'immagini

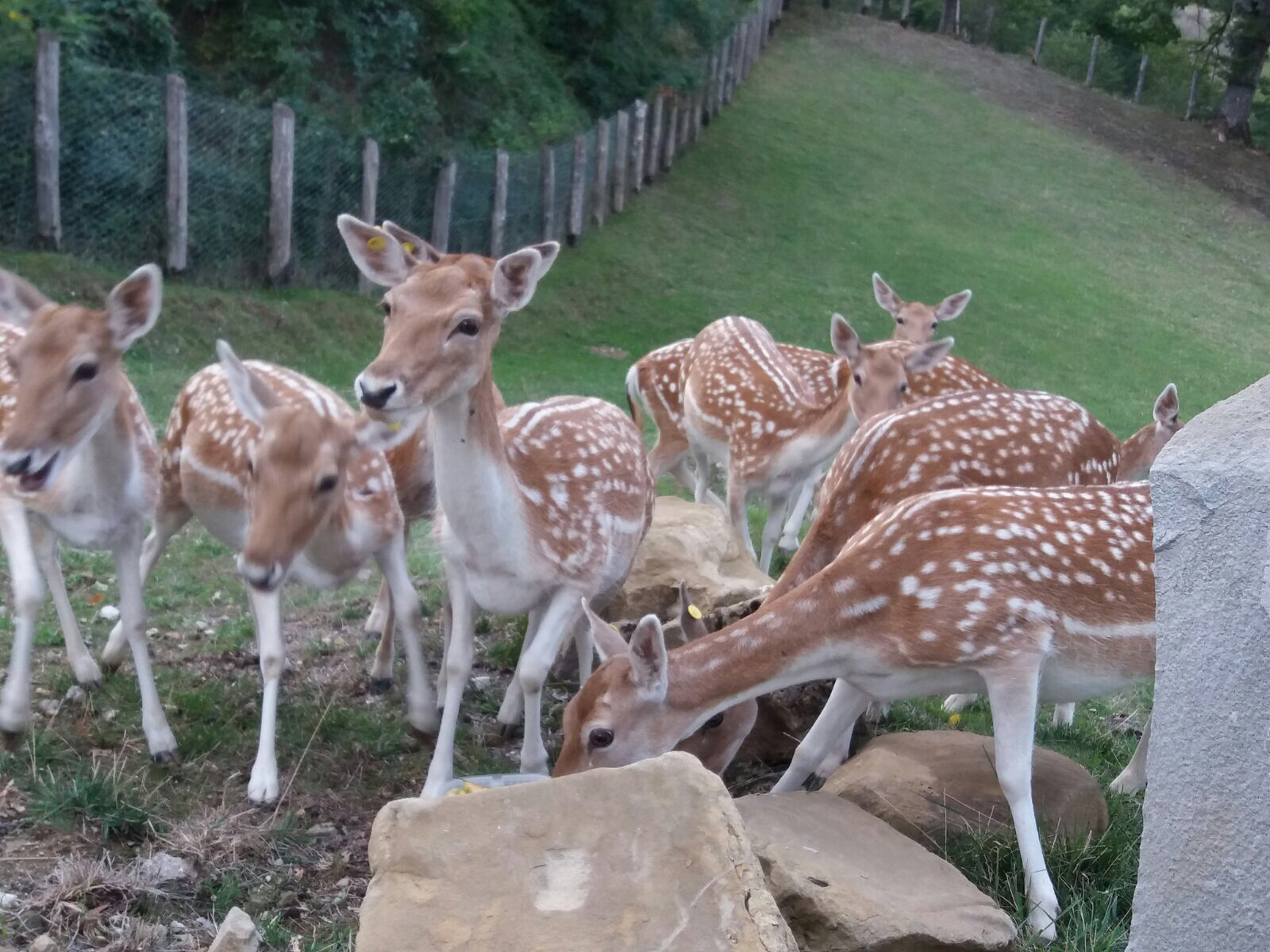
Daini nell'Oasi
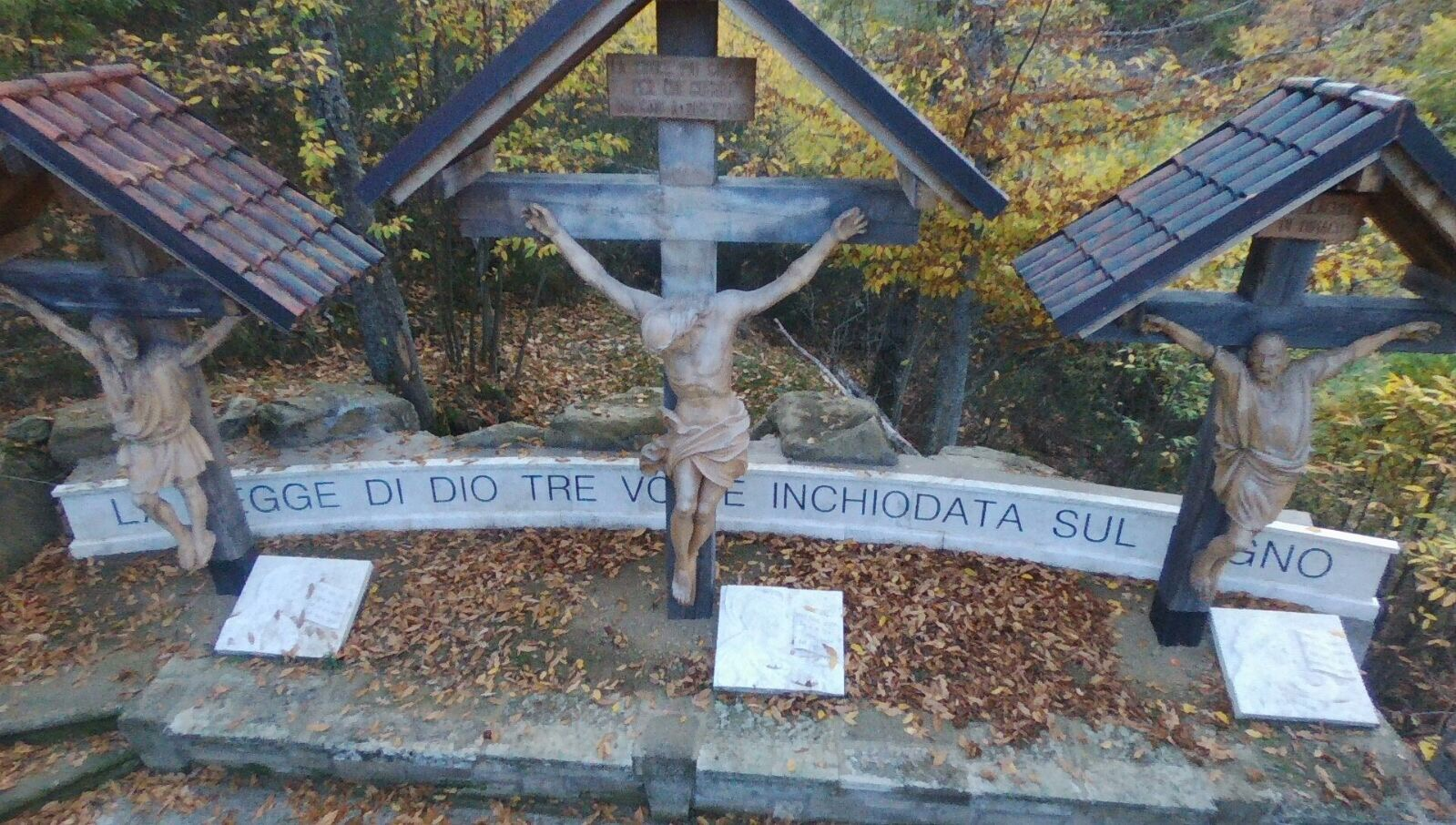
Il Calvario delle Orie visto dall'alto
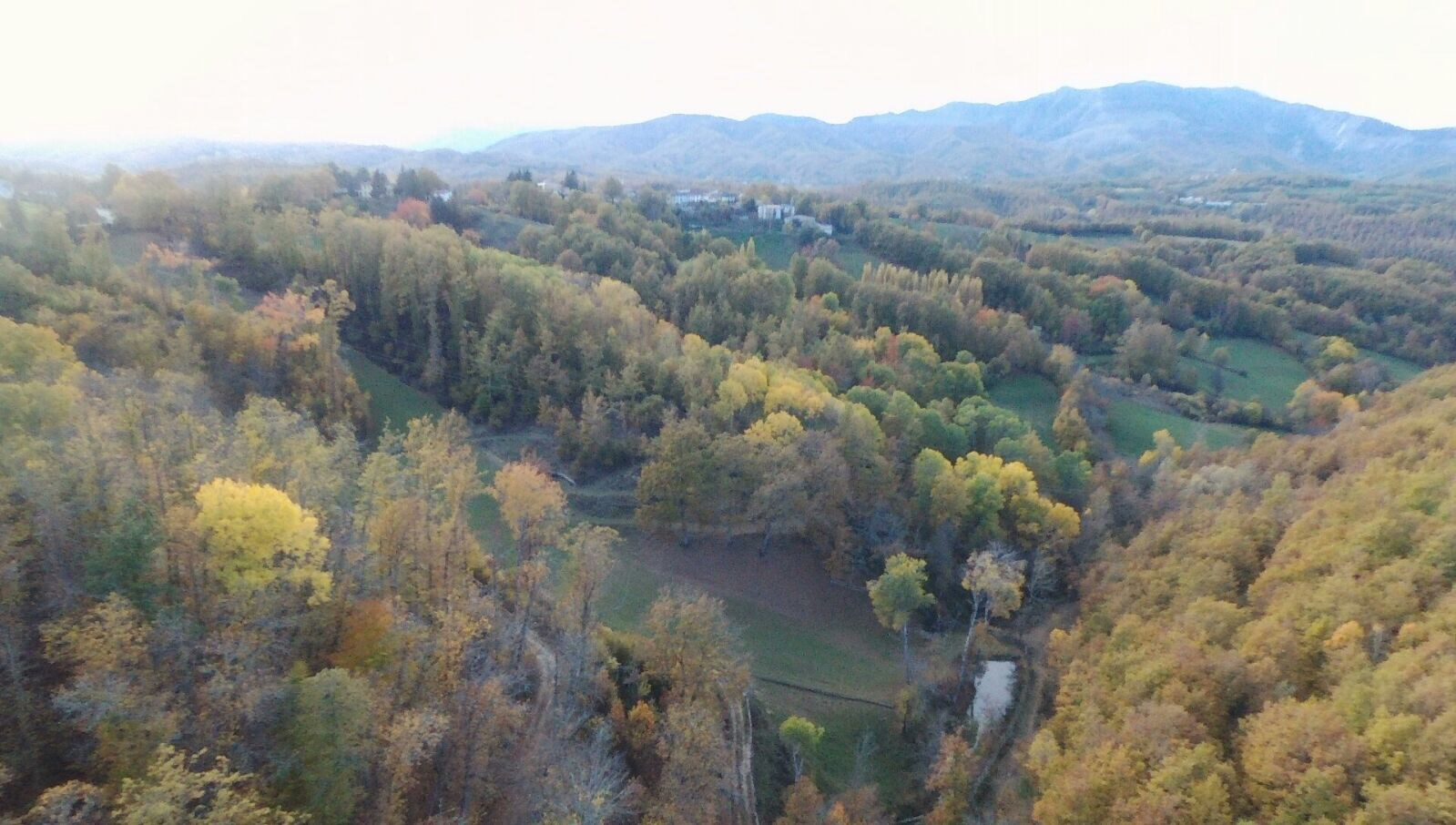
L'oasi fotografata dall'alto per mezzo di un drone
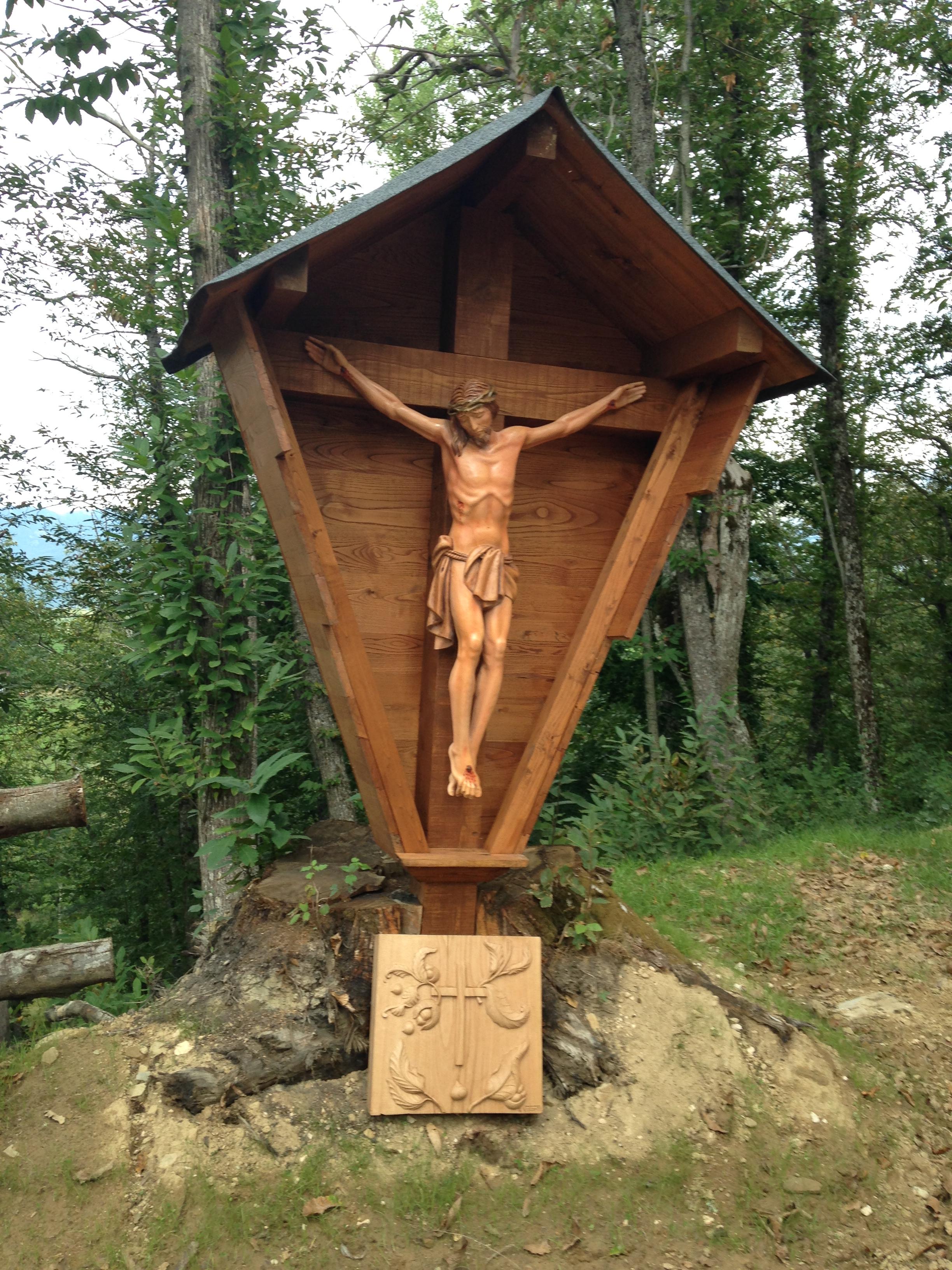
Il Cristo del Castagno
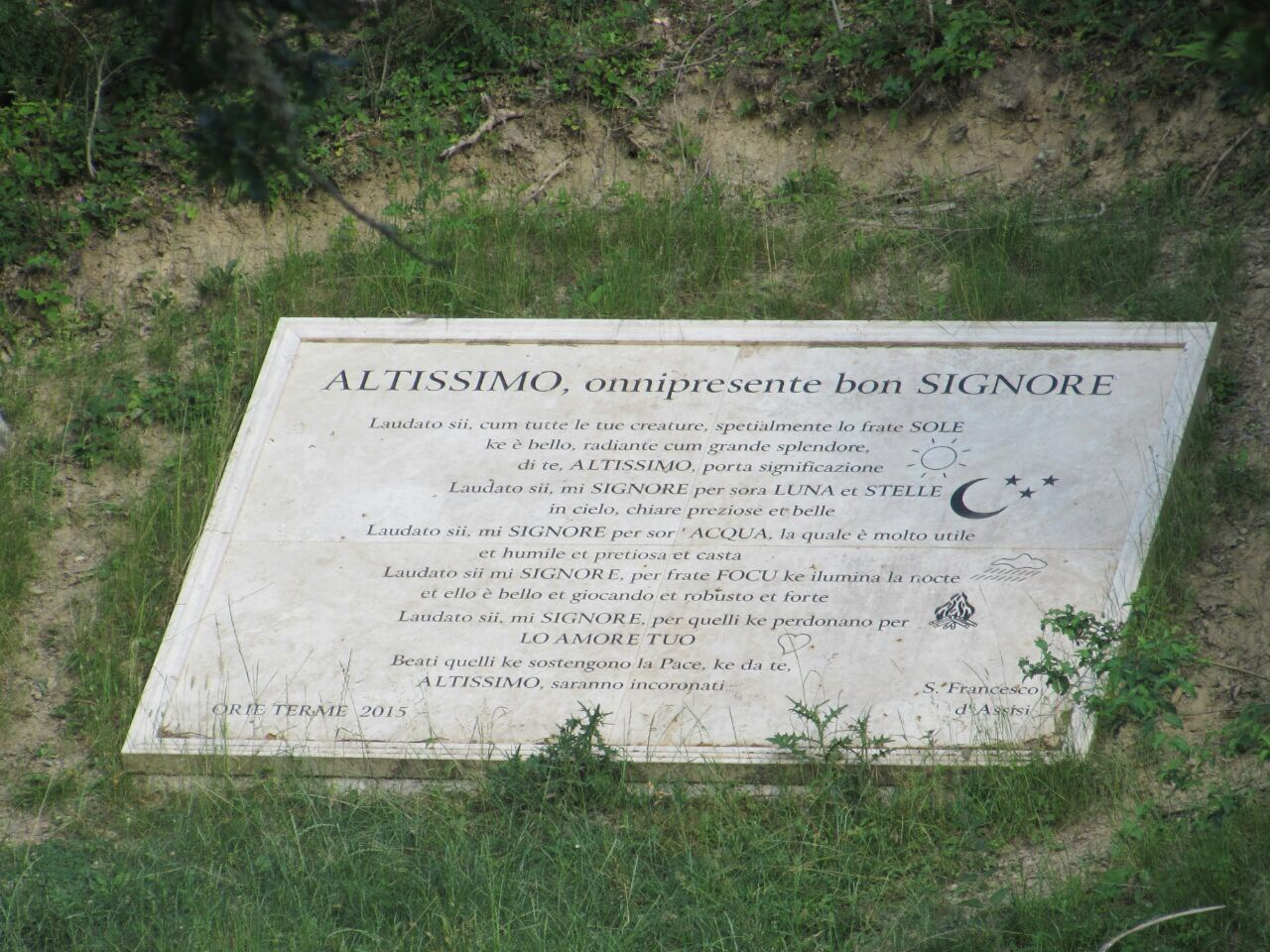
Targa in marmo dedicata al Cantico delle Creature
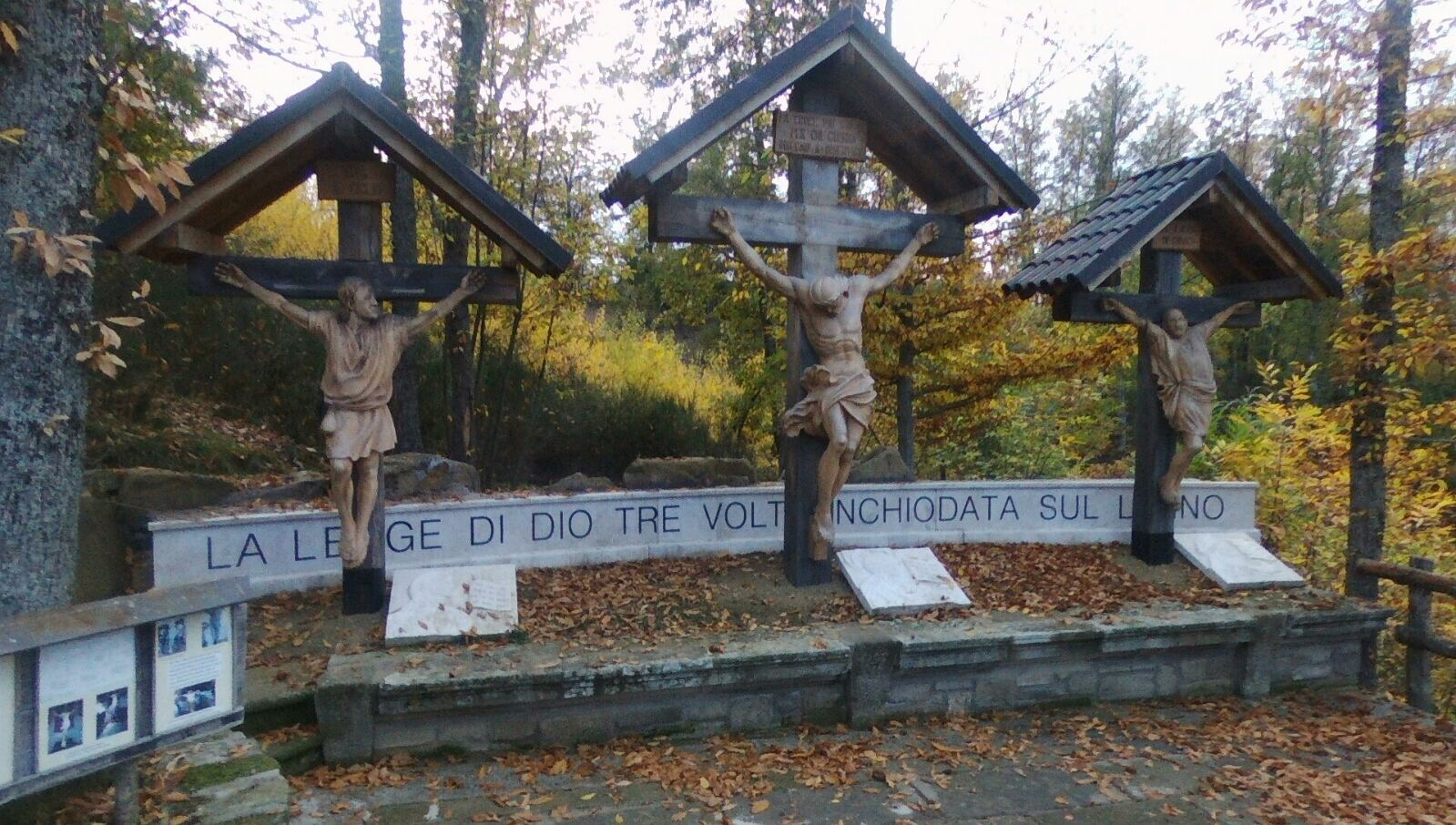
Il Calvario delle Orie
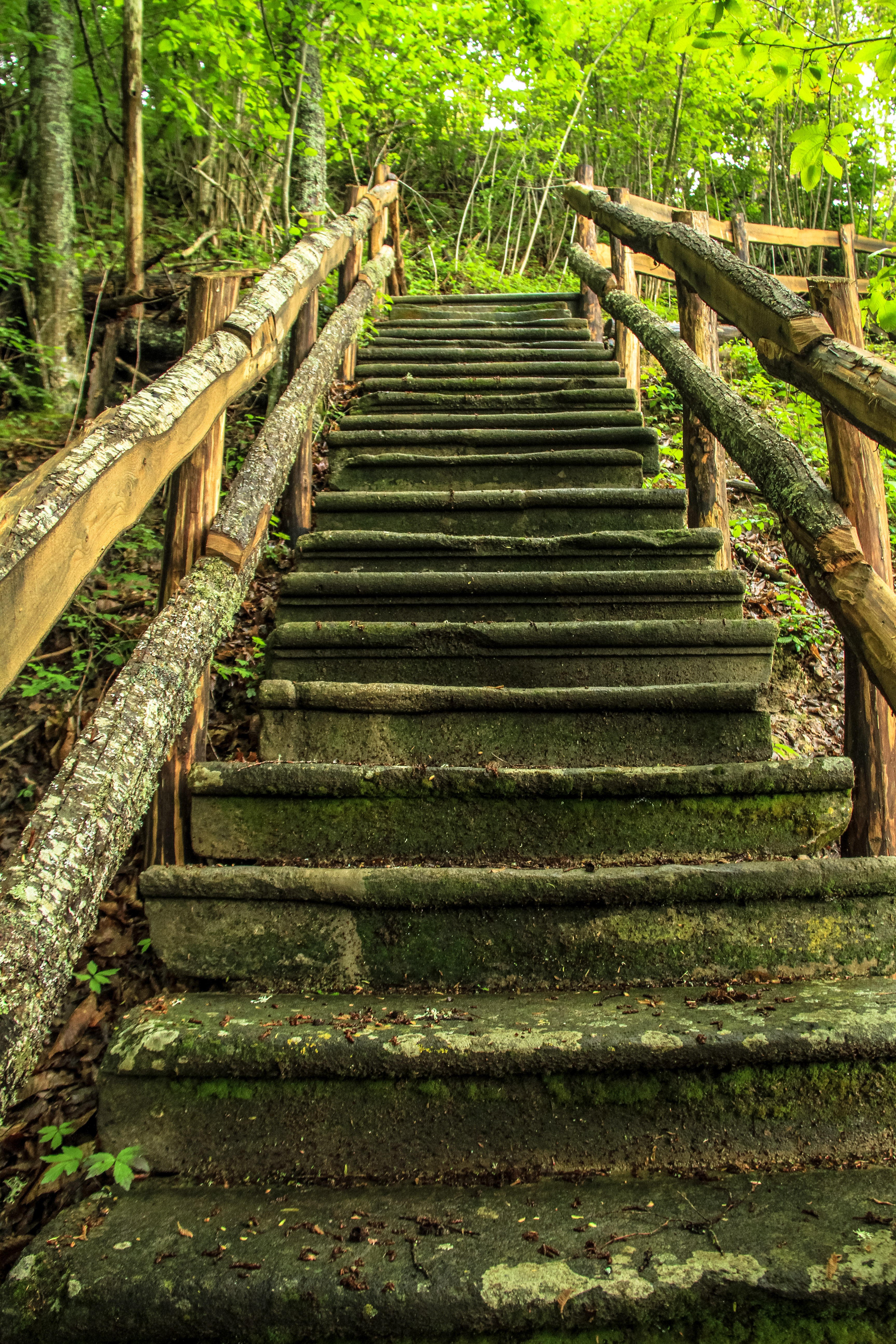
Particolare della scalinata che porta al Calvario
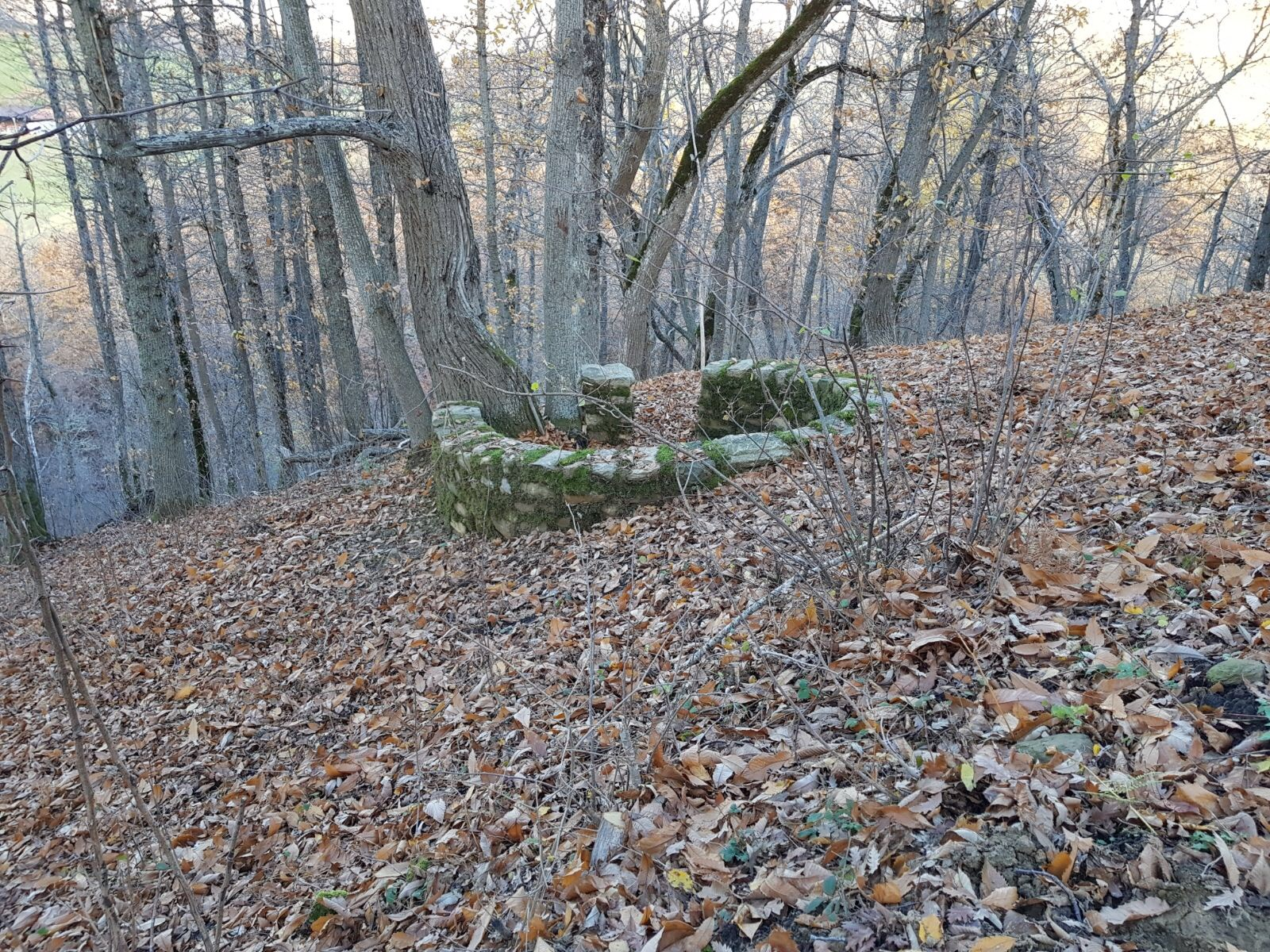
Un'antica ricciera nel bosco dell'Oasi
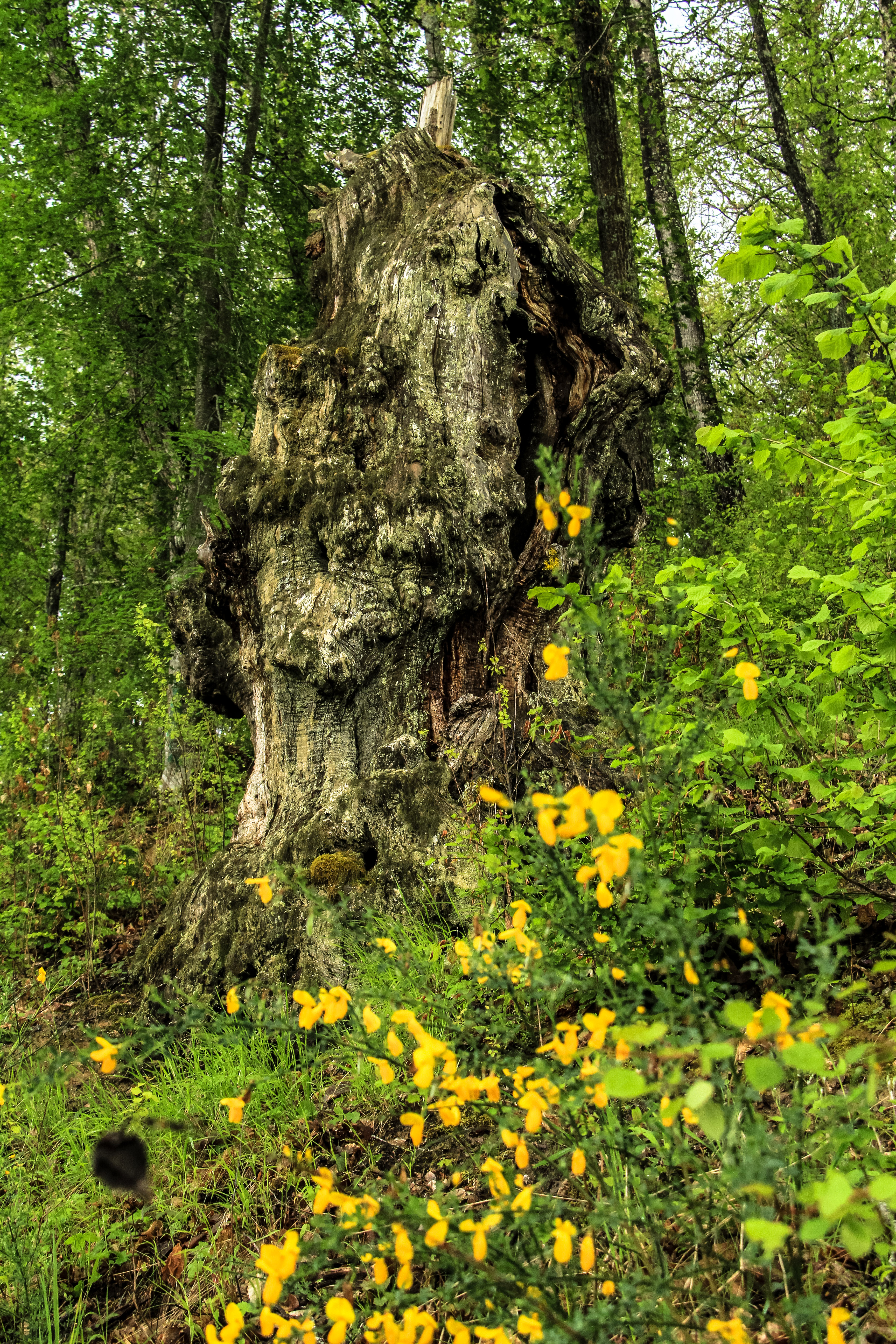
Il castagno "millenario" dell'Oasi
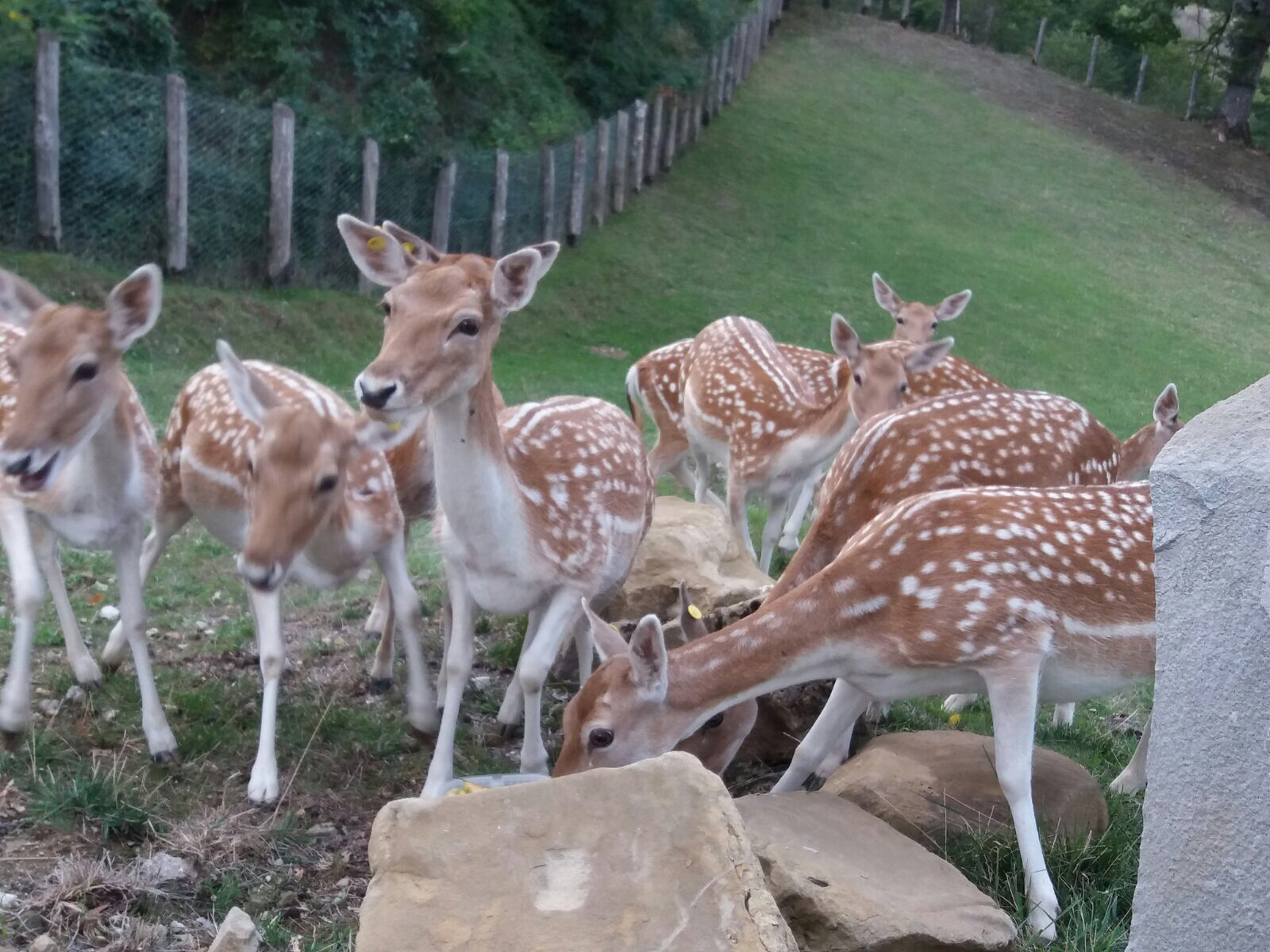
Esemplari della colonia di daini dell'Oasi
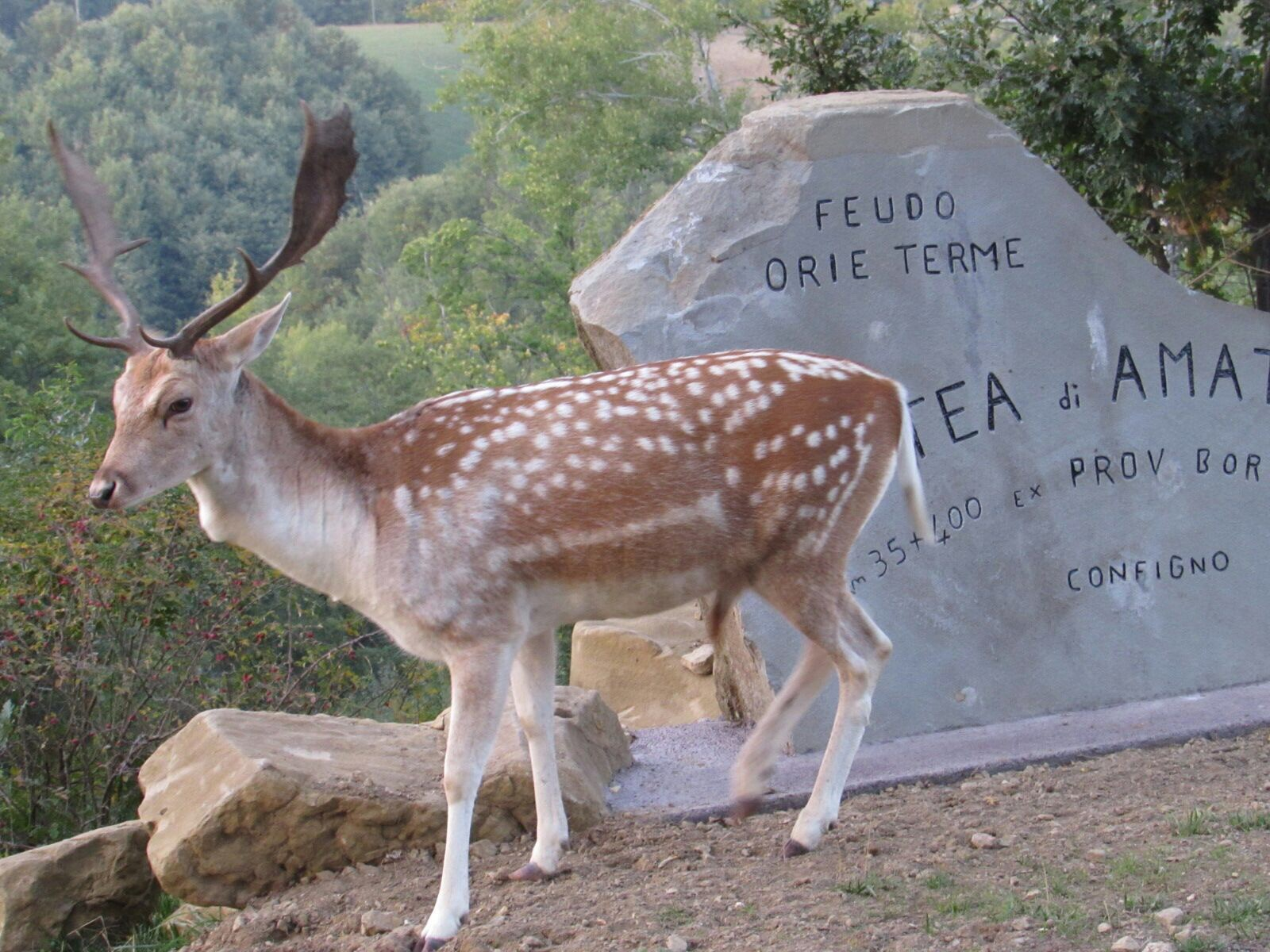
Daino maschio nell'Oasi
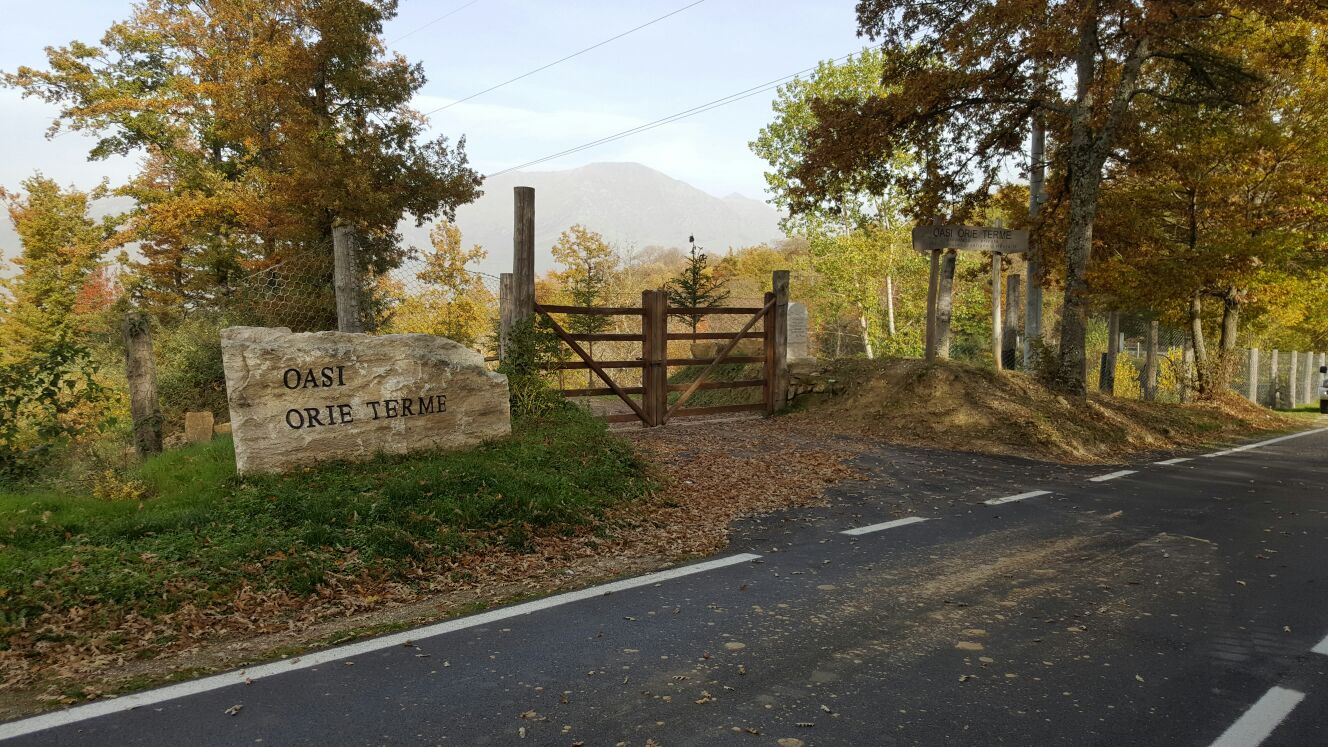
L'ingresso dell'Oasi sulla Strada Statale Picente